# Distretto di Sangli
Il distretto di Sangli è un distretto del Maharashtra, in India, di 2 581 835 abitanti. È situato nella divisione di Pune e il suo capoluogo è Sangli.